# Muro della vergogna

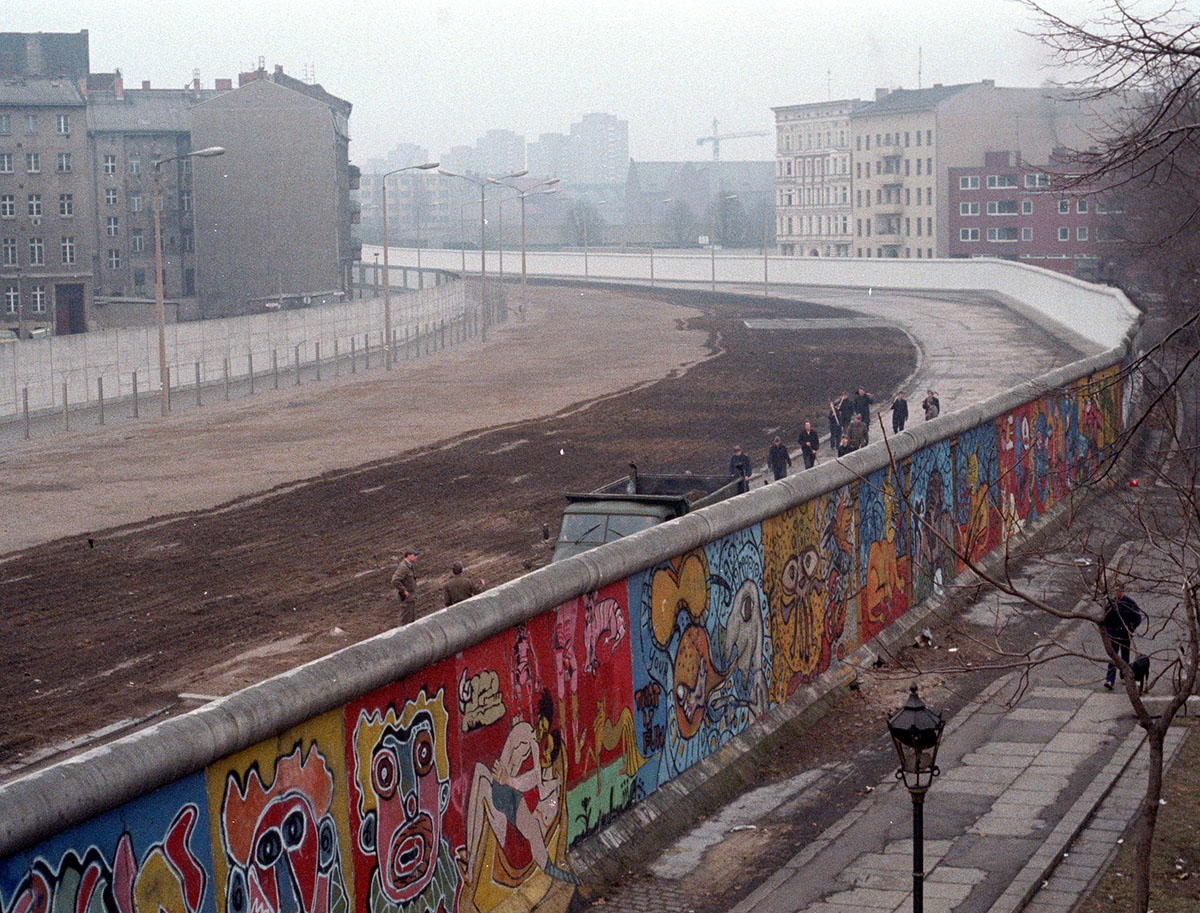
Il muro di Berlino e la "striscia della morte" in Bethaniendamm, fotografia del 1986

Muro della vergogna è una locuzione utilizzata per definire con la accezione critica varia, struttura nel mondo. La vergogna si riferisce, a seconda dei casi, a coloro che ne hanno curato la costruzione, ai popoli che ne hanno sofferto le conseguenze e alle circostanze a scopi che ne hanno portato all'edificazione.

## Storia del termine
Il nome è stato usato per la prima volta nel 1961, dopo la costruzione del muro che separava Berlino Occidentale da Berlino Orientale da parte del governo della Repubblica Democratica Tedesca. Da esso denominato "Muro di protezione anti-fascista", i berlinesi lo chiamarono Schandmauer, che significa letteralmente, "Muro della vergogna".
Questo muro, generalmente conosciuto come Muro di Berlino, venne definito "Muro della vergogna" anche al di fuori della Germania, in un articolo che fu pubblicato sulla rivista Time Magazine nel 1962. Poco tempo dopo, il presidente degli Stati Uniti John F. Kennedy si riferì esplicitamente al muro come "Muro della vergogna" nel suo discorso annuale del 14 gennaio 1963 davanti al Congresso degli Stati Uniti.
Riferimenti al muro di Berlino con questa accezione sono stati espressi anche da altri capi di Stato come Mário Soares e Jacques Chirac, e anche Romano Prodi.

## Significato concettuale
Si è talvolta ricorsi a questa locuzione anche per definire i casi in cui il muro sia stato usato come strumento per la denuncia pubblica di fatti o persone, come supporto per l'affissione di fotografie o nomi, che venivano così esposti pubblicamente.
In particolare sono oggetto di questa definizione i muri costruiti per impedire o ostacolare il passaggio di civili tra diversi territori o che, costruiti per ragioni militari, abbiano anche coinvolto le popolazioni.
La costruzione di muri a divisione di territori è un argomento fortemente dibattuto. Coloro che ne sostengono l'uso, giustificano tale misura con motivi eccezionali di sicurezza.

## Lista cronologica di opere nel mondo
- Il Muro di Berlino (1961-1989).
- Il Muro della Vergogna eretto in Italia, sul Passo di Sant'Osvaldo, tra Cimolais ed Erto, a seguito del Disastro del Vajont. Ufficialmente allestito per "prevenire altre ondate", il muro fu smantellato nell'autunno 1998, e fu criticato per aver impedito il ritorno degli sfollati.
- La linea che separa Cipro Nord da Cipro Sud, eretta nel 1974 per separare i ciprioti turchi dai ciprioti greci.
- Il Muro Marocchino o Muro del Sahara Occidentale (iniziato nel 1983), che separa i territori occupati dal Marocco dai territori sotto il controllo della Repubblica Democratica Araba dei Sahrawi (RASD).
- Il muro eretto nel 1985 a Lima, in Perù, per separare i quartieri ricchi da quelli poveri nella zona di Casuarinas.[6]
- La Barriere di separazione di Ceuta e Melilla, costruito nel 1995 lungo la frontiera tra le due enclavi spagnole e il Marocco.
- La Barriera di separazione tra Stati Uniti e Messico eretta nel 1993 lungo il confine tra Stati Uniti e Messico, in particolare a Tijuana. Detto anche "Muro messicano" o "Muro di Tijuana".
- Il Muro di Sicurezza del Quebec (2001), durante la Cumbre de las Américas[7].
- La Barriera di separazione israeliana in Cisgiordania, (2002) che separa Israele dalla Cisgiordania (con conseguente annessione, di fatto, a Israele di una parte dei territori palestinesi occupati): si tratta di una costruzione presidiata, che consiste in una recinzione di cemento e filo spinato.